# Groupe Sim
Semoulerie industrielle de la Mitidja (SIM) est un groupe agroalimentaire algérien spécialisé dans la fabrication de pâtes alimentaires et couscous. Créée en 1990, actuellement numéro un de la production de pâtes alimentaires et couscous en Algérie.